# Eloria moesta
Eloria moesta är en fjärilsart som beskrevs av Walker 1856. Eloria moesta ingår i släktet Eloria och familjen tofsspinnare. Inga underarter finns listade i Catalogue of Life.